# Ridan
Ridan (* 23. Juni 1975 in Brou-sur-Chantereine, Frankreich) ist ein französischer Sänger und früherer Rapper.
Ridans bürgerlicher Name ist Nadir Kouidri. Er wurde zunächst als französischer Rapper aus dem Vorstadtmilieu bekannt, dessen Texte die Unzufriedenheit der Immigranten thematisierten.
Mit dem Stilwechsel in Richtung des Chansons änderte er seinen Künstlernamen, indem er seinen bürgerlichen Vornamen von hinten buchstabierte. Sein Stil zeichnet sich nun durch melodiöse Rhythmen und literarische Texte aus.

## Alben
- 30 rappeurs contre la censure
- Le rêve ou la vie (2004)
- L'Ange de mon démon (2007)
- L'un est L'autre (2009)
- Madame la République (2012)